# Église Saint-Aignan de Bonny-sur-Loire
Pour les articles homonymes, voir église Saint-Aignan.
L’église Saint-Aignan est une église catholique française située à Bonny-sur-Loire dans le département du Loiret et la région Centre-Val de Loire.

## Géographie
L'église est située dans la région naturelle du Giennois, sur le territoire de la commune de Bonny-sur-Loire, à proximité de la route départementale 965.
Elle dépend du groupement paroissial de Bonny-sur-Loire situé dans le doyenné du Giennois-Puisaye-Berry, la zone pastorale du Gâtinais et du Giennois, le diocèse d'Orléans et la province ecclésiastique de Tours.

## Histoire
L'édifice est classé au titre des monuments historiques depuis le 31 décembre 1984.

## Pour approfondir